# Manifesto di Brunswick

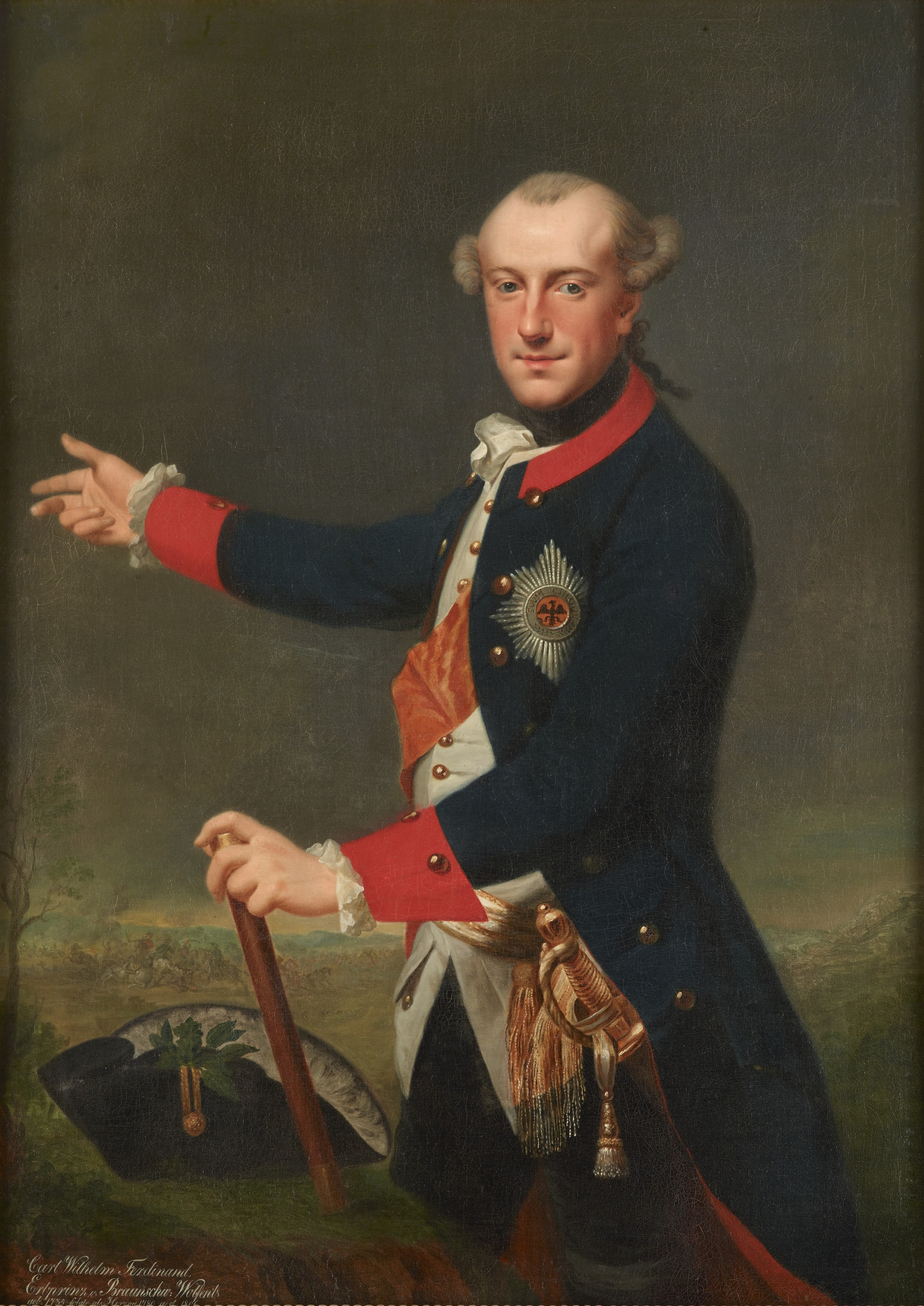
Il duca di Brunswick

Il Manifesto di Brunswick è un proclama emesso dal duca di Brunswick il 25 luglio 1792, e affisso a Parigi il 1º agosto, nel quale si minacciava la totale distruzione della capitale nel caso fossero state toccate le persone di Luigi XVI e Maria Antonietta.

## Storia
Fu il conte svedese Hans Axel von Fersen, amante della regina Maria Antonietta fedele per tutta la vita al vecchio regime, a convincere il duca di Brunswick ad emanarlo a proprio nome. Materialmente fu scritto da Jérôme-Joseph Geoffroy de Limon e dall'ex segretario di Mirabeau, Pellenc.
Il proclama, ispirato da Fersen con il consenso della regina, la quale scriveva delle lettere segrete agli austriaci e ai prussiani informandoli degli spostamenti dei generali dell'esercito francese nella speranza di schiacciare la rivoluzione e restaurare l'assolutismo, venne stampato, affisso e diffuso per le strade della città, ma lungi dallo spaventare i cittadini, contribuì invece a creare un'unione ancora più stretta fra il popolo francese e il governo rivoluzionario: l'Assemblea legislativa era dominata allora dai girondini.
Luigi XVI, consapevole di ciò che avrebbe causato, aveva inviato Jacques Mallet du Pan a partecipare alla stesura limitandone la portata e il tono: i responsabili della rivoluzione e le popolazioni non dovevano essere minacciati di rappresaglie. Queste istruzioni reali non furono applicate.
Come risultato si giunse a una prova di forza che causò proprio ciò che il proclama voleva evitare, cioè la presa delle Tuileries nella giornata del 10 agosto 1792, all'arresto della famiglia reale, ai massacri di settembre, alla proclamazione della Repubblica, e quindi all'esecuzione capitale dei sovrani (1793) e al Terrore come risposta alla paranoia che guerre rivoluzionarie francesi e le cospirazioni interne avevano fomentato nei rivoluzionari. Già subito dopo la pubblicazione i giornali rivoluzionari come L'Ami du peuple di Marat o Le Père Duchesne di Hébert risposero con articoli dello stesso tenore.
Le truppe austriache e prussiane passarono all'attacco subito dopo la presa del palazzo e l'arresto del re, conquistarono le fortezze di Longwy il 20 agosto 1792 e Verdun il 2 settembre dello stesso anno, ma vennero fermate a Valmy dagli eserciti congiunti dei generali Kellermann e Dumouriez. Il 2 settembre iniziarono i massacri del Comune di Parigi ai danni di prigionieri nobili e presunti "realisti", indicati come nemici interni, che terminarono il 6.
(Marat, il 2 settembre 1792.)
Il 21 settembre la Convenzione nazionale abolì la monarchia, il giorno dopo viene di fatto considerato il primo della Repubblica francese, sancendo il fallimento sostanziale della politica controrivoluzionaria austro-prussiana verso la Francia.

## Testo
Estratto dal testo:
Che i generali, ufficiali, ufficiali subalterni e soldati delle truppe di linea francese siano tutti chiamati a tornare alla loro antica fedeltà e a sottomettersi immediatamente al re, loro legittimo sovrano.
Che la città di Parigi e tutti i suoi abitanti senza distinzione saranno tenuti a sottomettersi immediatamente e senza indugio al re, a mettere questo principe in piena e intera libertà e ad assicurare a lui, come a tutti i reali, l'inviolabilità e rispetto al quale i diritti della natura e del popolo obbligano i sudditi ai sovrani; le loro maestà imperiali e reali rendendo personalmente responsabili di tutti gli eventi, sulle loro teste, da giudicare militarmente senza speranza di perdono, tutti i membri dell'Assemblea nazionale, del dipartimento, del distretto, del comune e della guardia nazionale di Parigi, i giudici di pace e tutti gli altri che ne faranno parte, sulla loro fede e parola di imperatore e re.
Che se il castello delle Tuileries venga forzato o aggredito, nel caso in cui venga usata la più piccola violenza o venga recata la minima offesa nei confronti delle loro Maestà, il re, la regina e la famiglia reale; se non si provvede immediatamente alla loro sicurezza, alla loro protezione ed alla loro libertà, esse (la Maestà imperiale e reale) si vendicheranno in modo esemplare e memorabile, abbandoneranno cioè la città ad una giustizia militare sommaria ed i rivoltosi colpevoli di attentati subiranno le pene che si saranno meritati.»